# Volker Moser
Volker Moser (29 de marzo de 1974) es un deportista austríaco que compitió en vela en la clase Soling. Ganó tres medallas en el Campeonato Europeo de Soling entre los años 1996 y 2004.

## Palmarés internacional
| \| Campeonato Europeo \| Campeonato Europeo \| Campeonato Europeo \| Campeonato Europeo \| \| Año \| Lugar \| Medalla \| Clase \| \| ------------------ \| -------------------- \| ------------------ \| ------------------ \| \| 1996 \| Balatón (Hungría) \| Medalla de plata \| Soling \| \| 2002 \| Castiglione (Italia) \| Medalla de plata \| Soling \| \| 2004 \| Tønsberg (Noruega) \| Medalla de oro \| Soling \| |                      |                  |        |
| Campeonato Europeo |                      |                  |        |
| Año | Lugar                | Medalla          | Clase  |
| 1996 | Balatón (Hungría)    | Medalla de plata | Soling |
| 2002 | Castiglione (Italia) | Medalla de plata | Soling |
| 2004 | Tønsberg (Noruega)   | Medalla de oro   | Soling |